# Борисівка (Павлодарська область)
Борисівка (каз. Борисовка) — скасоване село в Успенському районі Павлодарської області Казахстану. Входило до складу Ольгинської сільської округи. Ліквідовано в 2002 р.

## Населення
У 1989 році населення села складало 379 осіб. За даними перепису 1999 року в селі проживало 255 осіб (128 чоловіків та 127 жінок).

## Історія
Село засноване в 1909 році німецькими переселенцями з Таврійської та Катеринославської губернії.